# Resultados do Carnaval de Fortaleza em 2007
Resultados do Carnaval de Fortaleza em 2007. 

## Escolas de samba
- 1º Unidos do Acaracuzinho
- 2º Mocidade Independente de Bela Vista
- 3º Corte no Samba troféu

## Maracatus
- 1- Rei de Paus
- 2ºVozes D´África
- 3ºAz de Ouro

## Cordões
- 1- As Bruxas
- 2º Vampiros da Princesa
- 3º Princesa no Frevo

## Blocos
- 1º Fuxico do Mexe-mexe
- 2º Garotos do Benfica
- 3º Unidos da Vila